# Palacio de Dusit
El Palacio de Dusit (en tailandés: พระราชวังดุสิต) es un complejo de construcciones de la realeza de Tailandia ubicado en el distrito Dusit de Bangkok, adoptado como residencia privada (no oficial) por su artífice, el rey Chulalongkorn (Rama V), al igual que otros monarcas tailandeses que lo sucedieron. Construido principalmente entre 1897 y la década de 1910, ocupa más de 6 hectáreas y consta de veinte edificaciones de diferentes estilos, entre ellas palacios, mansiones, museos y la residencia privada del fallecido rey Bhumibol Adulyadej (Rama IX).

## Historia
Tras un viaje por Europa, el rey Chulalongkorn adquirió los terrenos entre los canales Samsen y Padung Krungkasem para montar los jardines reales, donde poco después comenzarían a construirse las edificaciones para albergar a la cada vez mayor cantidad de residentes del Gran Palacio, donde hasta ese momento había residido la Dinastía Chakri desde la fundación del Reino de Rattanakosin, en 1782.
La primera residencia permanente en los jardines reales fue el Palacio Vimanmek, construido originalmente como un palacio veraniego en 1868 en Koh Sri Chang, provincia de Chonburi, y trasladado a Dusit en 1900. Allí residió el rey Chulalongkorn desde 1901 hasta 1906, cuando se mudó a la mansión Amporn Satarn, también dentro de los jardines de Dusit.

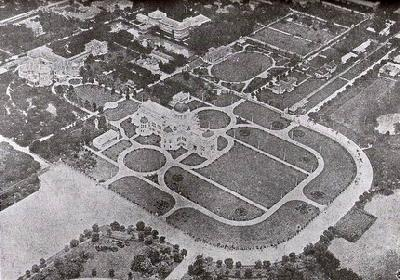
Vista aérea de 1940.

Entre 1903 y 1904 fueron construidos los Salones del Trono Tamnak Ho y Abhisek Dusit, mientras que Ananta Samakhom (que en 1932 se convertiría en el primer Parlamento tailandés) fue ordenada por Chulalongkorn en 1907 y finalizada durante el reinado del rey Vajiravudh (Rama VI). En 1908, luego de su segundo viaje a Europa, Chulalongkorn expandió los jardines hacia el norte y el oeste, bajo el nombre Suan Sunandha (สวนสุนันทา), en homenaje a la reina, y también inició la construcción de 32 residencias para consortes del rey y sus hijos.
Tras la muerte de Chulalongkorn en 1910, la familia real se trasladó nuevamente al Gran Palacio, pero en 1925 el rey Vajiravudh permitió a la reina instalarse en los jardines de Dusit, ya rebautizados con su actual nombre de Palacio de Dusit. Ese mismo año, con el fallecimiento de Vajiravudh, la reina dejó la mansión Vimanmek donde residía para tomar posesión de la residencia Suan Hong.
El Palacio Chitralada, también conocido como Villa Real Chitralada, fue construido en 1913, aunque recién fue incorporado oficialmente al Palacio de Dusit durante el reinado de Prajadhipok (Rama VII), en 1925. Actualmente es la residencia de la reina Sirikit.
Una parte del parque, denominada Khao Din Wana (เขาดินวนา), fue cedida por el rey Ananda Mahidol (Rama VIII) al gobierno de Bangkok en 1938 para la construcción del Zoológico de Dusit.

## Principales edificios

### Mansión Vimanmek

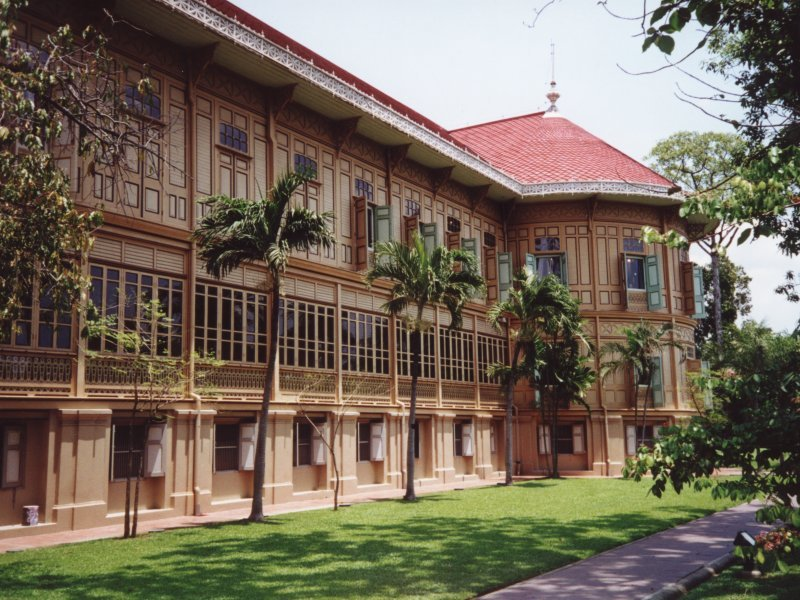
Lateral de la Mansión Vimanmek.

Es la construcción en madera más grande del mundo, hecha íntegramente en teca sin un solo clavo de metal. Erigida en 1868 en la isla Koh Sri Chang, fue trasladada en 1900 a Dusit, y un año más tarde fue adoptada como residencia por el rey Chulalongkorn hasta 1906; más tarde se instaló la reina Indharasaksaji y finalmente quedó en desuso, hasta que en 1982 la reina Sirikit Rajini la recuperó como museo en homenaje a Chulalongkorn.
Es la residencia más grande del Palacio de Dusit y su estilo arquitectónico tiene influencias occidentales. Tiene 31 habitaciones abiertas al público, decoración de principios del siglo XX y elementos personales de la familia real.
Algunas de las obras expuestas incluyen platería, cerámica, cristalería y marfil.

### Salón del Trono Ananta Samakhom

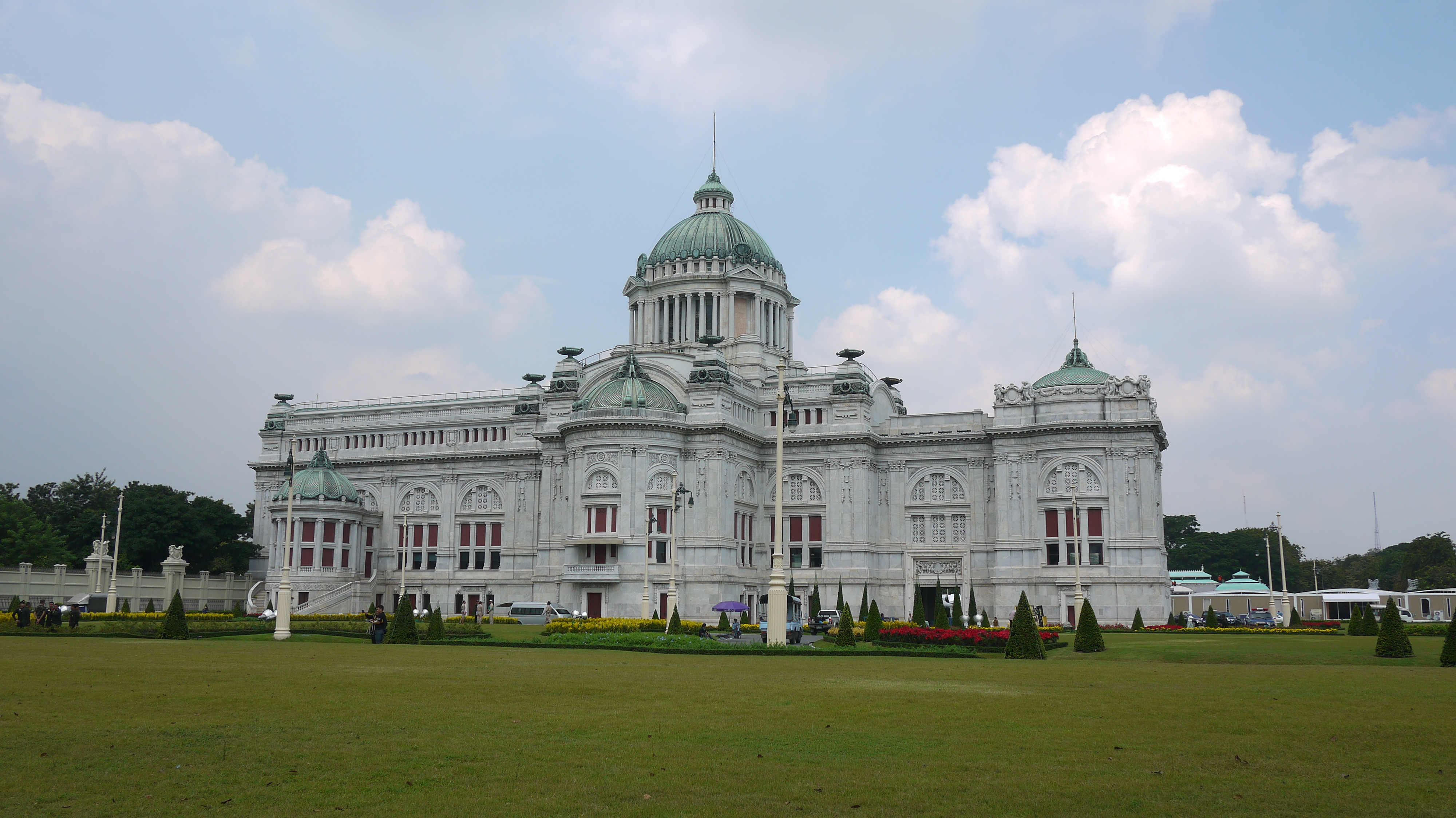
Fachada del Salón del Trono Ananta Samakhom.

Construido entre 1906 y 1915 en estilo renacentista italiano, consta de dos plantas de mármol blanco y una gran cúpula. Fue encargado por el rey Chulalongkorn a los arquitectos italianos Annibale Rigotti y Mario Tamagno.
El primer Parlamento tailandés funcionó en este edificio entre 1932 y 1974, cuando se construyó una sede legislativa en las cercanías del Palacio de Dusit. Está abierto al público cuando no tiene uso oficial, ya que se utiliza como lugar de celebraciones y ceremonias especiales, además de ser el salón de recepciones de mandatarios extranjeros.
En 2006, con motivo de los 60 años en el trono de Bhumibol Adulyadej, representantes de 26 países se reunieron en el Salón del Trono Ananta Samakhom, como el príncipe Andrés, duque de York; el rey Felipe de Bélgica y su esposa Matilde; el entonces príncipe de los Países Bajos, Guillermo Alejandro, y su esposa Máxima; y la exreina consorte de España, Sofía, Alberto II de Mónaco entre otros.
También alberga la exhibición permanente "Las artes del reino", con artesanías realizadas por colaboradores de la Fundación para la Promoción de Ocupaciones Suplementarias y Técnicas Afines (SUPPORT, por sus siglas en inglés), que encabeza la reina Sirikit.

### Salón del Trono Abhisek Dusit

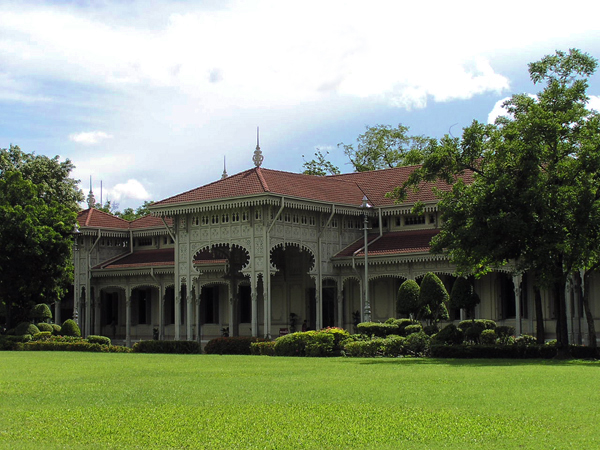
Salón del Trono Abhisek Dusit

Fue construido entre 1903 y 1904 por orden del rey Chulalongkorn, separado de la Mansión Vimanmek por el canal Rong Maihom. Tiene influencias de la arquitectura victoriana y pórticos árabes.
Fue el primer Salón del Trono construido en el Palacio de Dusit, encomendado por Chulalongkorn al regresar de su primer viaje a Europa. Funcionaba como comedor principal del complejo, así como salón del baile anual para miembros de la realeza y sirvientes civiles.
El salón fue restaurado por la reina Sirikit para utilizarse como museo, donde también se exponen artesanías producidas por miembros de la fundación SUPPORT, inaugurado por la propia reina consorte el 20 de enero de 1993.

### Salón del Trono Tamnak Ho
También conocido como Salón Residencial de los Recién Casados, originalmente era parte del Palacio Bang Khun Phrom, en las orillas del río Chao Phraya. Allí se celebró en 1903 la boda del príncipe Paribatra Sukhumbhand, hijo de Chulalongkorn.
En 1998 fue desmantelado y reinstalado en el Palacio de Dusit, donde alberga elementos personales de la reina Rambhai Barni, esposa de Prajadhipok (Rama VII), y cerámicas de la era Sukhothai. Desde 2013 permanece cerrado al público.

### Palacio Chitralada

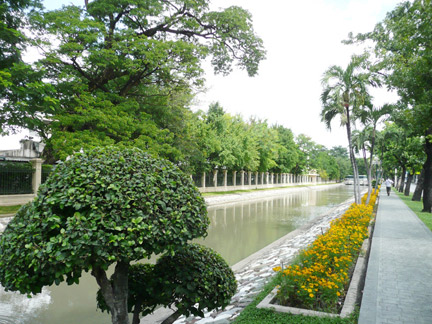
Jardines del Palacio Chitralada.

Conocido también como Villa Real Chitralada (en tailandés, พระตำหนักจิตรลดารโหฐาน), fue la residencia primaria del rey Bhumidol Adulyadej y la Reina Sirikit, quien se trasladó desde el Gran Palacio tras el fallecimiento de su antecesor. Buena parte de sus terrenos, que ocupan 4 kilómetros cuadrados, están dedicados a la agricultura.
También alberga uno de los establecimientos educativos más exclusivos de Tailandia, la escuela Chitralada (en tailandés, โรงเรียนจิตรลดา), fundada en 1957.

### Salón Residencial Suan Hong

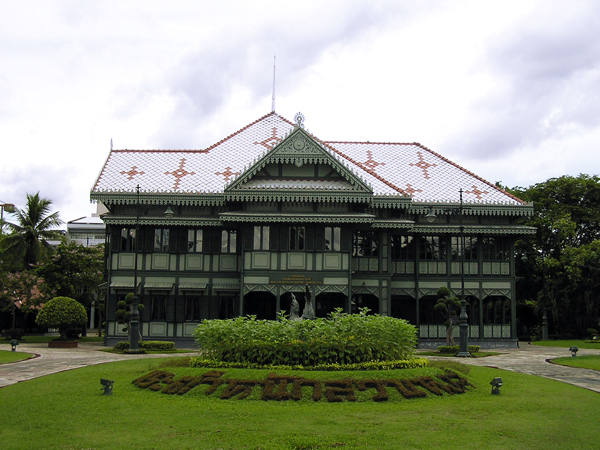
Salón Residencial Suan Hong.

También denominado Jardín del Cisne, fue la residencia de Savang Vadhana, una de las consortes del rey Chulalongkorn. Hay una exhibición de fotos, que incluye imágenes de procesiones de las barcazas reales y otras celebraciones oficiales. En 2013 fue cerrado al público.

### Museo Real del Elefante

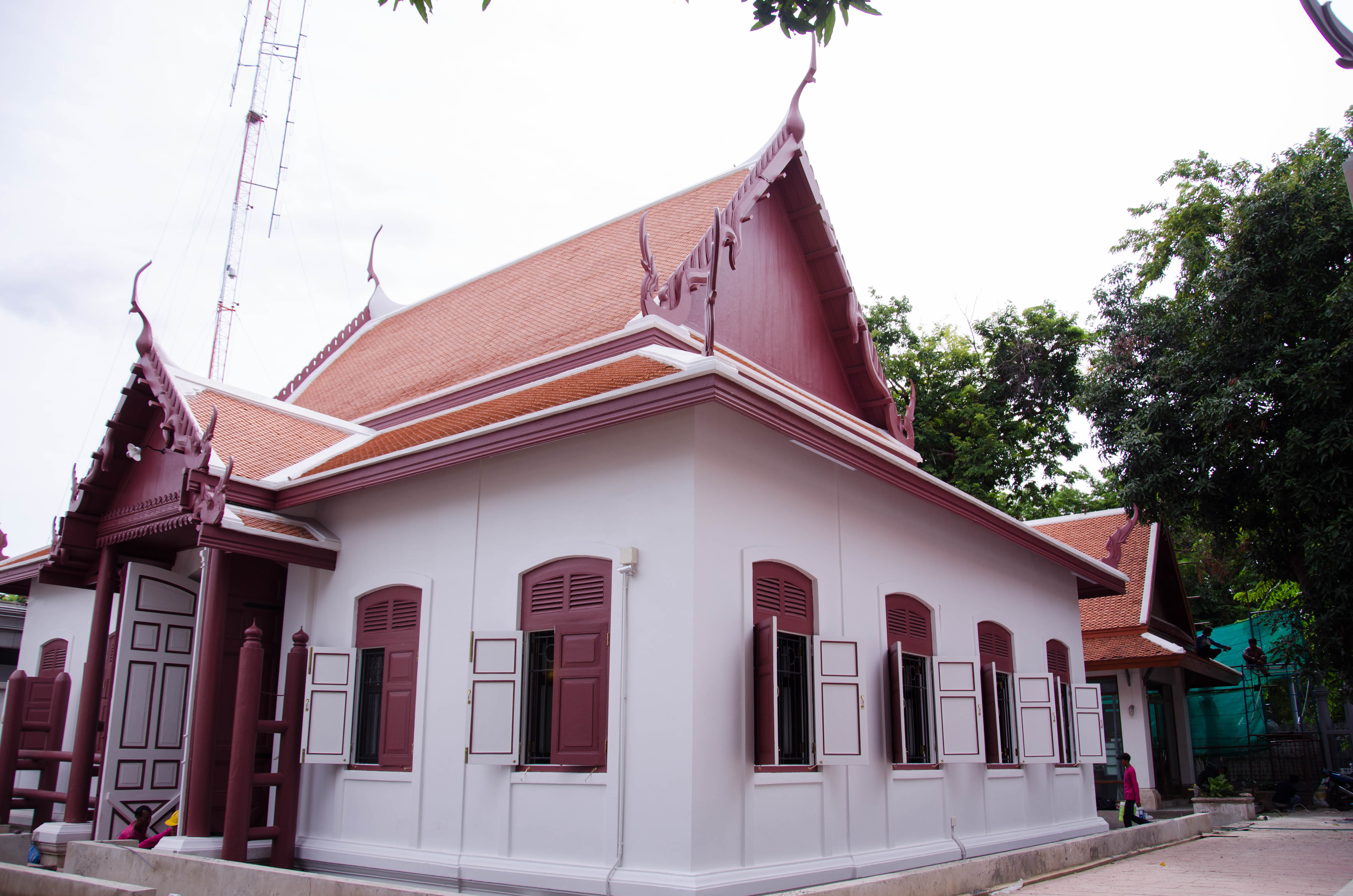
Museo Real del Elefante.

Los dos antiguos establos de elefantes blancos (todos los elefantes albinos de Tailandia eran donados a la realeza) fueron convertidos en un museo con información, objetos y fotografías que destacan la importancia de estos animales en la historia del país.

### Museo Real del Carruaje
El edificio alberga una exhibición de carruajes de principios del siglo XX utilizados por Chulalongkorn, quien decidió cambiar la antigua imagen de Bangkok con numerosos canales y convertirla en una ciudad de estilo más europeo, por lo que transformó muchos de los canales de la ciudad en bulevares para transitarlos con carruajes.

### Otros edificios

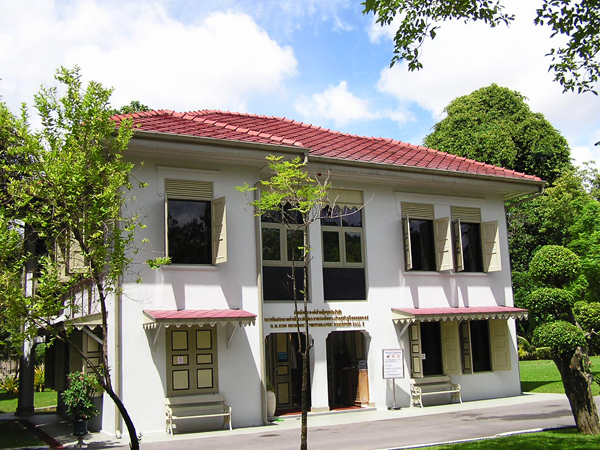
Salón Residencial de la Princesa Bussaban Bua-Phan.

- Salón Residencial de SAR la Princesa Bussaban Bua-Phan
- Salón Residencial de SAR la Princesa Arun-Wadi
- Salón Residencial de SAR la Princesa Orathai Thep-kanya
- Salón Residencial de SAR la Princesa Puang Soi Sa-ang
- Salón Residencial Suan Bua
- Salón de Presentaciones Suan Bua Plew
- Salón de Parafernalia Real de Alto Rango
- Museo del Reloj Antiguo
- Museo de la Vestimenta y la Seda
- Museo de la Cerámica Ban Chiang[4][2]